# Resurrection (Death SS)
Resurrection è l'ottavo album in studio del gruppo musicale italiano Death SS. Pubblicato nel 2013 dalla Lucifer Rising Records, interrompe un silenzio discografico durato dal precedente The Seventh Seal del 2006. Come spiegato nelle note interne, si tratta di un assemblaggio di canzoni scritte appositamente, da una parte, con altre recuperate dai vari progetti solisti e non del cantante Steve Sylvester.

## Tracce
1. Revived – 4:25
2. The Crimson Shrine – 4:15
3. The Darkest Night – 3:50
4. Dionysus – 5:09
5. Eaters – 4:18
6. Star In Sight – 4:58
7. Ogre's Lullaby – 4:39
8. Santa Muerte – 5:16
9. The Devil's Graal – 4:16
10. The Song Of Adoration – 9:01
11. Precognition – 5:36
12. Bad Luck – 3:20

## Formazione
- Steve Sylvester - voce
- Al De Noble - chitarra
- Glenn Strange - basso
- Bozo Wolf - batteria
- Freddy Delirio - tastiere